# Super R-Type
Super R-Type ist ein Shoot ’em up, das 1991 als einer der ersten Titel für das Super Nintendo erschien. Es ist eine Fortsetzung des Arcade-Spiels R-Type, wobei auch Elemente aus R-Type II aufgegriffen werden.

## Spielprinzip
Das Bydo-Empire mitsamt seiner mutierten Aliens schlägt zurück. Die Aufgabe des Spielers liegt darin, mit seinem Raumschiff vom Modell R-9 die Menschheit zu retten und die Angreifer zurückzuschlagen. Die Waffen lassen sich mittels Power-ups aufrüsten. Ziel des Spiels ist es, neben dem Durchspielen aller sieben Level mitsamt Endgegnern einen möglichst hohen Highscore zu erzielen.
Insgesamt verfügt das Spiel über drei Schwierigkeitsgrade und jeweils verschiedene Enden.

## Veröffentlichung
Im März 2008 wurde das Spiel für die Wii erneut veröffentlicht. Ende März 2012 wurde sie wieder aus der Virtual Console entfernt.

## Rezeption
Insgesamt erhielt der Titel durchschnittliche Kritiken. Ein viel kritisierter Punkt war die eher schlechte Ausnutzung der Hardware, da das Spiel des Öfteren ruckelt. Die Steuerung und der Sound hingegen wurden als besser empfunden:
- Play Time 10/92: 69 % (Grafik 75 %, Sound 50 %)
- Total! 10/96: 2- (Grafik 3+, Sound 1-)[4]
- Video Games 3/91: 62 % (Grafik 70 %, Sound 72 %)[5]